# Canale (Fontanigorda)
Canale è una frazione di 25 abitanti del comune di Fontanigorda, nella città metropolitana di Genova. È situato a circa 780 m di altitudine sulla sponda destra del fiume Trebbia.

## Storia

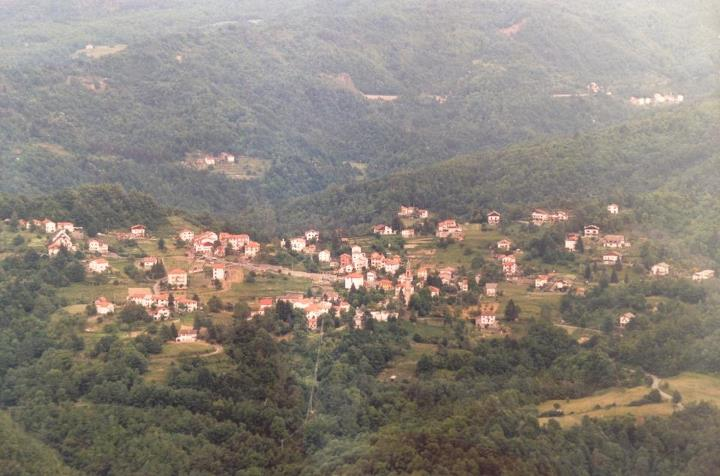
Veduta panoramica di Canale

L'origine del nome Canale è incerta: alcuni lo vogliono derivato dal termine rosa canina, altri dal più semplice ca' nà ossia "casa nostra".
Il paese ha origini molto antiche: si possono trovare testimonianze dell'esistenza della chiesa di Santa Giustina in un documento della curia vescovile risalente al 1523. È comunque molto probabile che la chiesa locale fosse una delle cappelle citate nel documento di papa Anastasio IV nel 1157. Quasi sicuramente però i primi insediamenti risalgono a tempi ancora precedenti.
Storicamente seguì le vicende storiche del capoluogo Fontanigorda e quindi dall'XI secolo divenne dominio della famiglia Malaspina e in seguito feudo dei conti di Lavagna i Fieschi. Divenuto in possesso dei genovesi Doria, anche Canale entrò a far parte della Repubblica di Genova dal XIII secolo seguendone le sorti.
Attualmente le case (la maggior parte delle quali disabitate nel periodo invernale) ammontano a circa un centinaio di unità. La parrocchia comprende anche le località di Reisoni, Casone di Canale, Volpaie, Borzine e Due Ponti.
Le 4 famiglie storiche di Canale sono: Biggi, Ferretti, Sciutti e Barbieri. Simbolo di Canale è la rosa canina fiore che un tempo abbondava nei prati che circondano il paese.

## Monumenti e luoghi d'interesse

### Architetture religiose
- Chiesa parrocchiale di Santa Giustina nella frazione di Canale, il cui rifacimento o ampliamento risale al XVII secolo.
- Oratorio di San Rocco.